# Supporter Liaison Officer
Supporter Liaison Officer, SLO (svenskt namn saknas, men supporterombudsman eller möjligtvis supporterkoordinator har föreslagits) är en utsedd person i en fotbollsklubb som ansvarar för kontakter med klubbens supporters och supporterföreningar. En SLO kan vara antingen anställd eller på ideell basis. Från säsongen 2012 är detta ett krav från UEFA för att delta i europaspel. Det skall dessutom finnas en nationell SLO-samordnare.

## Historik
SLO-systemet härstammar från Tyskland 1992  där det tyska fotbollsförbundet, riksidrottsförbundet och politiker på nationell och regional nivå gick samman för att skapa en positiv supporterkultur.  En del handlade om ökad samverkan med supporterrörelsen, där introducerandet av SLO-rollen var essentiell för förtydligandet och samverkan mellan olika inblandade aktörer. Arbetetssättet var framgångsrikt, och SLO-rollen infördes som ett licenskrav från den tyska ligaorganisationens sida.